# Hadlaczky Gyula
Hadlaczky Gyula (Székesfehérvár, 1948. július 7. – Szeged, 2013. március 10.) Széchenyi-díjas (2000) magyar genetikus. A biológiai tudományok kandidátusa (1978), a biológiai tudományok doktora (1993).
Kutatási területe a molekuláris biológia, a genetika, a magasabbrendű szervezetek kromoszómáinak szerkezete.

## Életpályája
1967–1972 között a Gödöllői Agrártudományi Egyetem hallgatója volt, ahol okleveles agrármérnök lett.
1972–1973 között a soponyai Rákóczi Mgtsz. gyakornoka és megbízott főállattenyésztője volt. 1973–1978 között a Magyar Tudományos Akadémia Szegedi Biológiai Kutatóközpont (MTA SZBK) Genetikai Intézetének tudományos segédmunkatársa munkatársa, 1978–1993 között főmunkatársa, 1993-tól tudományos tanácsadója volt. 1978-ban lett a biológiai tudományok kandidátusa. 1979-ben Edinburgh-ban ösztöndíjas volt.
1983-tól a mesterséges állati (emberi) kromoszóma előállításával foglalkozott. 1984-ben a stockholmi Orvosi Nobel Intézetben volt ösztöndíjas. 1986-tól a Gödöllői Agrártudományi Egyetem Biotechnológiai Tanszékének címzetes egyetemi docense votl.
1991-től az American Gene Therapy Inc.(Edmonton, Canada) tudományos igazgatója volt. 1991–1993 között, illetve 1996-tól a Magyar Tudományos Akadémia Genetikai Bizottságának tagja volt. 1992–2003 között a Magyar Genetikai Társaság elnökségénak tagja volt. 1993-ban a biológiai tudományok doktora lett. 1994–1996 között a Loma Linda Orvosegyetem kutató professzora volt. 1997–2000 között az Országos Tudományos Kutatási Alapprogramok (OTKA) Molekuláris Biológia szakzsűrijének tagja volt. 1999-től az Egészségügyi Tudományos Tanács Molekuláris Medicina Bizottságának tagja volt.
2000-től a Magyar Humángenetika Társaság vezetőségi tagja volt. 2001-től a Gödöllői Mezőgazdasági Biotechnológiai Kutatóközpont Tudományos Tanácsadó Testületének tagja volt. 2001–2003 között a Magyar Tudományos Akadémia Biológiai Tudományok Osztálya közgyűlési képviselője volt. 2002–2005 között a Magyar Tudományos Akadémia Biológiai Tudományok Osztálya Genetikai Bizottsági tagja, 2005-től elnöke volt. 2003-tól a Magyar Genetikusok Egyesülete elnökségi tagja volt. 2003–2005 között az Országos Tudományos Kutatási Alapprogramok (OTKA) Élettudományi Kollégium zsűritagja volt. 2005-től a Klinikai Genetikai Szakmai kollégium tagja volt.

## Családja
Szülei Hadlaczki Gyula és Pálfi Julianna voltak. 1993-tól Csonka Erika élettársa volt. Három fia született: Gergő (1978–), Máté Dániel (1990–) és Bence Zsombor (1999–).

## Művei
- A génterápia lehetőségei az onkológia területén. Az onkológia alapjai (2002)

## Díjai
- Magyar Tudományos Akadémia Természettudományi Főosztály Pályadíja (1974)
- Akadémiai Ifjúsági Díj (1976)
- SZBK plakett (1990)
- Straub F. Brunó-díj (1991)
- Széchenyi-díj (2000)[3]
- Gábor Dénes-díj (2007)[2]
- Markusovszky-díj (2009)
- A Magyar Érdemrend középkeresztje (2012)